# Viviers, Ardèche

Viviers este o comună în departamentul Ardèche din sud-estul Franței. În 1 ianuarie 2022 avea o populație de 3.659 de locuitori.